# Václav Nájemník
Václav Nájemník (* 3. července 1944) je bývalý český politik, v 90. letech 20. století a počátkem 21. století poslanec České národní rady a Poslanecké sněmovny za ODS.

## Biografie
Ve volbách v roce 1992 byl zvolen do České národní rady za ODS (volební obvod Východočeský kraj). Zasedal ve výboru pro veřejnou správu, regionální rozvoj a životní prostředí.
Od vzniku samostatné České republiky v lednu 1993 byla ČNR transformována na Poslaneckou sněmovnu Parlamentu České republiky. Mandát obhájil v sněmovních volbách v roce 1996, sněmovních volbách v roce 1998 a sněmovních volbách v roce 2002. V letech 1996–2006 byl členem zahraničního výboru a od roku 1998 do roku 2006 členem petičního výboru (v letech 2002–2006 i jeho místopředsedou). Po volbách v roce 2006, v nichž nebyl zvolen, se uvádí jako asistent poslance Daniela Petrušky.
V únoru 1997 čelil anonymním výhrůžkám násilí proti jeho dětem v souvislosti s podpisem Česko-německé deklarace.
V komunálních volbách roku 1994 byl zvolen za ODS do zastupitelstva města Litomyšl a stal se i členem městské rady. Mandát v zastupitelstvu obhájil v komunálních volbách roku 1998, komunálních volbách roku 2002 a komunálních volbách roku 2006. V komunálních volbách roku 2010 kandidoval, ale nebyl zvolen. Profesně se tehdy uvádí již jako důchodce.
V roce 2009 ho poslanecká sněmovna navrhla za člena Rady České televize. Nebyl ale zvolen a do Rady ČT se nedostal ani při druhém pokusu v roce 2010.